# Mario & Luigi: Bowser’s Inside Story
Mario & Luigi: Bowser’s Inside Story, в Японии известная как Mario & Luigi: RPG 3!!! (яп. マリオ&ルイージRPG3!!! Марио андо Руи:дзи А:рупи:дзи: Сури:) — ролевая игра, выпущенная для карманной игровой приставки Nintendo DS в 2009 году. Видеоигра представляет собой третью часть из серии Mario & Luigi после Mario & Luigi: Superstar Saga и Mario & Luigi: Partners in Time.
Для Nintendo 3DS вышел ремейк игры с названием Mario & Luigi: Bowser's Inside Story + Bowser Jr.'s Journey в Японии — 27 декабря 2018 года, в Северной Америке — 11 января 2019 года, в Европе — 25 января 2019 года, в Австралии — 26 января 2019 года.

## Геймплей
Среди основных нововведений игры выделяются мини-игры, возможность игры за Боузера, а также новая боевая система, использующая сенсорный экран консоли и микрофон для выполнения особых действий.

## Отзывы
| Сводный рейтинг       | Сводный рейтинг                                                                    |
| Агрегатор             | Оценка                                                                             |
| --------------------- | ---------------------------------------------------------------------------------- |
| GameRankings          | - DS: 91,01 % - 3DS: 83,50 %                                                       |
| Metacritic            | 90/100                                                                             |
| Иноязычные издания    |                                                                                    |
| Издание               | Оценка                                                                             |
| 1UP.com               | A-                                                                                 |
| Edge                  | 9/10                                                                               |
| Eurogamer             | 9/10                                                                               |
| Famitsu               | 35/40                                                                              |
| Game Informer         | 8,75/10                                                                            |
| GamePro               | 4,5 из 5 звёзд · 4,5 из 5 звёзд · 4,5 из 5 звёзд · 4,5 из 5 звёзд · 4,5 из 5 звёзд |
| GameRevolution        | B+                                                                                 |
| GameSpot              | 9/10                                                                               |
| GamesRadar+           | [ 12 ]                                                                             |
| GameTrailers          | 8,9/10                                                                             |
| IGN                   | 9,5/10                                                                             |
| Nintendo Life         | 10/10                                                                              |
| Nintendo Power        | 9,5/10                                                                             |
| Nintendo World Report | 9/10                                                                               |
| ONM                   | 92 %                                                                               |
| X-Play                | 5 из 5 звёзд · 5 из 5 звёзд · 5 из 5 звёзд · 5 из 5 звёзд · 5 из 5 звёзд           |

Bowser’s Inside Story получила признание критиков и высокие оценки критиков. Японский журнал Famitsu поставил игре 35 баллов из 40, а американское издание Nintendo Power оценило игру в 9,5 баллов из 10, назвав её лучшей ролевой игрой в серии Марио. За первую половину 2009 года в Японии было продано около 650 000 копий игры.